# Chalena Vásquez
Rosa Elena Vásquez Rodríguez, más conocida como Chalena Vásquez (Sullana, 20 de octubre de 1950 - Lima, 11 de diciembre de 2016) fue una musicóloga, compositora, cantante y escritora peruana.

## Biografía
Nació en el poblado de Jíbito, en Sullana, Piura, en 1950. Hizo estudios escolares en el colegio de madres carmelitas de Sullana. Empezó estudios de Ciencias Económicas en la Universidad de Trujillo, los cuales dejó para dedicarse a la música en el Conservatorio en Lima, donde se graduó de musicóloga. Luego de estudiar en la especialidad de Arte de la Facultad de Letras de la Universidad Mayor de San Marcos y de seguir cursos de antropología y sociología en la Pontificia Universidad Católica del Perú , viajó a Venezuela donde estudió etnomusicología y folklorología en el Instituto Interamericano de Etnomusicología y Folklore (INIDEF).
Se dedicó a la investigación de la música de la Costa del Perú. Buscó hacer un estudio socio-musical del festejo, pero al consultar con Nicomedes Santa Cruz, este le contó que las prácticas artísticas más antiguas de origen africano se encontraban en la danza de negritos del Carmen, en Chincha. Con esta investigación Chalena Vásquez resultó ganadora junto con Rosa Alarco y Olavo Alen de la primera edición del Premio de Musicología Casa de Las Américas en Cuba. Por ello Chalena Vásquez es considerada un referente internacional de la musicología latinoamericana y precursora de la musicología en el Perú.
Luego de investigar la Costa, Chalena Vásquez se mudó al Cusco, para investigar la música de las comunidades campesinas quechuas. Posteriormente se focalizó en las danzas de la fiesta de la Virgen del Carmen de Paucartambo, donde ella identificó que el mito de inkarri y qollari que habla de la fundación del Tawantinsuyo se escenifica ritualmente en “la guerrilla”. A su vez, Chalena Vásquez identificó en las danzas de las fiestas patronales a los antiguos “takis”, arte integral de origen prehispánico. Esta investigación ha sido publicada en artículos y el texto del disco de la comparsa Qapaq Qolla.
Chalena Vásquez se casó en el Cusco con el militante de Izquierda Unida, César Riveros, natural de Paucartambo, con quien tendría a dos hijos. César Camilo Riveros Vásquez, Kamilo y Carlos Ernesto Riveros Vásquez, Qalin.
Entre 1987 y 1989 Chalena Vásquez trabajó junto al Antropólogo Abilio Vergara dos publicaciones especializadas en la cultura musical de Ayacucho. El libro Chayraq! Carnaval Ayacuchano, que combina la musicología y la etnografía y la biografía del compositor Ranulfo Fuentes, titulada El Hombre, en el cual emplearon el método de la historia de vida y análisis musicológico, gracias al respaldo del Centro de Desarrollo Agropecuario (CEDAP).
El proceso de violencia política llevó a Chalena a mudarse primero a Chiclayo y luego a Lima. En ella desarrolló trabajos de productora musical junto a Juan Luis Dammert para la musicalización de poesía peruana y junto a Roberto Wangeman para encargar la musicalización de cada derecho de la Declaración Universal de Derechos del Niño a músicos de arraigo popular, entre los que destacó Miki González, para el casete “A una sola voz, canto por los niños” para Rädda Barnen, sección sueca de Save the Children International.
Enseñaría en la Escuela de Teatro de la Universidad Católica desarrollando el texto "Los procesos de producción artística", en el que desarrolló el concepto de arte como trabajo.
Desde 1992 hasta el 2016 fue directora del Centro de Música y Danza de la Pontificia Universidad Católica del Perú (CEMDUC). Trabajó como asesora y coordinadora de proyectos especiales en la Musicoteca de la Biblioteca Nacional del Perú.
Desde el CEMDUC fue encargada de proyectos especiales coordinando la realización del proyecto Prácticas Artísticas y Ludotecas en Centros Penitenciarios tales como el Penal Castro Castro y el Penal Santa Mónica. A partir de esta experiencia escribió el cuento musicalizado titulado Sirena.  
En 1996 formó el conjunto Agua e Nieve, junto a Eusebio Sirio Castillo "Pititi" (músico con Chabuca Granda y bailarín con Perú Negro), Camilo Pajuelo y Alejandro Velásquez, realizando diversidad de presentaciones en centros educativos de Suecia.
Fue asesora en asuntos musicales y de cultura popular peruana para el Instituto Nacional de Radio y Televisión, dando asistencia continua a los programas de TV Perú. Fue productora y conductora del programa radial “Canto Libre: como el canto del chilalo” en Radio Nacional del Perú.
Fue directora del área de Investigación de la Escuela Nacional Superior de Folklore José María Arguedas. Entre los diversos proyectos que dirigió destacan el Proyecto Wayllaqepa dedicado a investigación arqueomusicológica en torno a los instrumentos del Museo Nacional de Antropología Arqueología e Historia, así como la revista de investigación Arariwa, que continúa hasta la actualidad.
Brindó asesoría en textos, investigación y composición para el Coro Nacional de Niños, donde se presentó la escenificación de canciones para niños y el uso de antaras Nazca.
Chalena Vásquez fue una generosa persona que brindó sus conocimientos a diversidad de investigadores, estudiantes, documentalistas y funcionarios. En sus últimos años se acercó a la revisión de la luz y sonido en la obra de José María Arguedas y en las dimensiones medicinales del sonido en las culturas amazónicas. Su trabajo de investigación se refleja en su canal de YouTube, en donde ella misma realizó la edición de diversidad de entrevistas y recopilaciones de música y danza del Perú, en más de 400 videos.
Tuvo una destaca participación en redes internacionales de investigación musical, en particular en la rama latinoamericana de la IASPM, de quienes recibió un homenaje el 2015. La UNESCO empleó los insumos culturales de Chalena Vásquez, quien propuso el concepto del “derecho a la cultura propia”.
Falleció en Lima, siendo sus restos velados en la Sala Mochica del Ministerio de Cultura.
Poco después de su fallecimiento recibió reconocimiento póstumo por parte del Ministro de Cultura Salvador del Solar, en ceremonia junto a Lucila Campos.

## Obras

### Trabajo literario
- La práctica musical de la población negra en Perú (1978)[3]
- Ritos y fiestas: el origen de la danza y el teatro en el Perú
- Los procesos de producción artística (2005)[4]
- Historia de la música en el Perú (2007)[1]
- Costa: presencia africana en la música de la costa peruana
- Chayraq, carnaval ayacuchano (1988)[3]
- Ranulfo, el hombre (1988)[3]

## Legado
La Biblioteca Nacional del Perú realizó homenaje con concierto con sus discípulos Omar Camino y Los Cholos. El programa Sucedió en el Perú le dedicó un programa documental en homenaje a su primer año de fallecimiento.
Posteriormente gestores culturales de Sullana, la Municipalidad de Miguel Checa, en donde se encuentra Jíbito y la Universidad Nacional de Frontera han iniciado la difusión de la obra de Chalena Vásquez.
Gracias a esta iniciativa entró en participación el Fondo Editorial de la Caja Sullana, quienes financiaron la reedición de Los Procesos de Producción Artística, el cual fue presentado con el apoyo del Proyecto Especial Bicentenario y la editorial Estruendomudo. En esta publicación Diana Guerra estableció que Chalena Vásquez fue precursora de la economía de la cultura.
Su hijo Kamilo Riveros Vásquez, asumió la difusión de su legado fundando el Centro de Investigación de las Artes Chalena Vásquez desde el Centro Cultural Cine Olaya, ganando un Estímulo económico para la cultura, organizando el Primer encuentro peruano de investigación de música y sonido Chalena Vásquez y lanzando el podcast de investigación Taki.
La obra musical y musicológica de Chalena Vásquez ha sido difundida por sus discípulos, entre los que destacan los trabajos de investigación de Julio Mendívil, Marino Martínez, Mónica Rojas, Fernando Elías, Carlos Mansilla y Dimitri Manga, así como el trabajo artístico de Jorge Millones, Laura Santa Cruz, Jorge Millones, Los Cholos, el colectivo Séptima Cuerda, el colectivo Rímac Wayra y el Colectivo Diversos.
Es particular la recepción del trabajo de investigación de Chalena Vásquez en Chile y Argentina, con casos como la interpretación de sus recopilaciones por parte del grupo Yaswa Qosqo y la realización de un homenaje en su honor en Buenos Aires y de la orquestación de sus composiciones por parte de la orquesta del colegio Santa Cecilia en Osorno. 
En agosto del 2017, el Festival Internacional de Charango Peruano, en su XI edición realizada en la ciudad de Arequipa, rindió homenaje póstumo interpretando su obra "Huayllay" para orquesta de cuerdas y "Cerquita del corazón" para charango y orquesta, actuando como solista Williams Diaz Taboada y la orquesta sinfónica de Arequipa, bajo la dirección de Enrique Victoria.
A nivel internacional en noviembre del 2019 se realizó en la Universidad Autónoma del Estado de México el Primer Congreso Antropológico África en América Chalena Vásquez y en marzo del 2020 se tuvo una mesa de homenaje a Chalena Vásquez en el Coloquio Internacional de Musicología de La Habana en Casa de las Américas, Cuba.

## Premios y reconocimientos
- 1979, Premio de Musicología Casa de las Américas por su trabajo La práctica musical de la población negra en el Perú. Danza de Negritos de El Carmen, publicado en 1982 en Cuba.[13]
- En 2022 recibió un reconocimiento póstumo por parte del Ministerio de la Mujer y Poblaciones Vulnerables (MIMP) del Estado Peruano, el cual, mediante un decreto en ocasión del 8 de marzo,[14] otorgó la condecoración “Orden al Mérito de la Mujer” a Chalena Vásquez y otras 24 mujeres peruanas, siendo destacadas por su tarea en la defensa de los derechos y por promover la igualdad de género. En particular, Chalena Vásquez fue reconocida por "su contribución al desarrollo de la cultura peruana desde el campo de la música y la eliminación de barreras para la igualdad de género".[15]

## Discografía
- Canción clandestina
- Cantares del duende
- Sirena
- Tonadas al pie de la soledad
- Los Cholos, disco epónimo.
- A una sola voz, canto por los niños
- Criollo de Adolfo Zelada Arteaga